# Clemelis atricans
Clemelis atricans là một loài ruồi trong họ Tachinidae.